# Кремнієва долина (телесеріал)
Кремнієва долина (англ. Silicon Valley) — американський комедійний телесеріал створений Майком Джаджом, Джоном Альтшулер та Дейвом Крінскі. Головними героями серіалу виступають шість молодих людей, які створили власну компанію у Кремнієвій долині.
Дебют серіалу відбувся на каналі HBO 6 квітня 2014 року. 13 травня 2018 року вийшла 46 серія, яка завершила п'ятий сезон. 12 травня 2018 року було оголошено про продовження серіалу на шостий сезон.

## Сюжет
Дивакуватий підприємець Ерліх Бахман свого часу заробив на додатку для пошуку авіаквитків «Aviato». Він відкриває у своєму будинку інкубатор для стартапів, збираючи IT фахівців з цікавими ідеями. Так в його будинку з'являються програміст «ботанік» Річард Гендрікс, пакистанець Дінеш, канадець Гілфойл і Нельсон «Башка» Бігеті.
Працюючи в інтернет-корпорації Hooli, Річард паралельно розробив і почав просувати медіаплеєр Pied Piper. Додатком, який за первісним задумом допомагав знаходити порушення авторських прав, ніхто не цікавився. Однак з'ясувалося, що в його основі лежить революційний алгоритм стиснення даних. Річард йде з Hooli і приймає запрошення від венчурної компанії Raviga, яка готова фінансувати проект. Офісом майбутньої компанії стає будинок Ерліха, який пропонує організувати стартап під назвою Pied Piper.
Друзі Бахмана складають ядро проекту і починають його доопрацювання до комерційного стану. В ході презентації ідей на форумі TechCrunch алгоритм показує видатну ефективність стиснення без втрати якості відео і до нього проявляють інтерес кілька інвесторів. Особливу увагу до алгоритму проявляє компанія Hooli і безпринципний мільярдер Рас Ханеман. Ерліх і Річард відмовляються продати алгоритм компанії Hooli і вирішують заснувати власну компанію і продавати сервіс хмарного збереження даних. Компанія поступово розширюється, наймає персонал і переживає все хвороби зростання молодого проекту. Колишні колеги Річарда по Hooli теж не гають часу і намагаються зламати його код і розібратися в тому, як він працює.
Pied Piper «злітає» не відразу, але в підсумку починається масове використання нового сервісу клієнтами.

## Виробництво
Пілотний епізод «Кремнієвої долини» був продемонстрований 12 березня 2013 року в Пало-Альто, Каліфорнія. А 16 травня 2013 року телеканал HBO замовив виробництво серіалу. 21 квітня 2014 року телеканал HBO подовжив серіал на другий сезон.
Крістофер Уелш, який виконував роль мільярдера Пітера Грегорі, помер від раку у грудні 2013 року, встигнувши закінчити тільки 5 епізодів першого сезону. Через цю трагедію сценарій було переписано та на початку другого сезону було розказано про смерть Пітера Грегорі, якого він грав.

## Перелік епізодів

### Сезон 1 (2014)
Перший сезон містить 8 серій.
| № серії (загалом) | № серії (в сезоні) | Назва серії                                                                | Режисер(и) | Сценарист(и)                             | Оригінальна дата показу | Глядачів США (млн) |
| --- | ------------------ | -------------------------------------------------------------------------- | ---------- | ---------------------------------------- | ----------------------- | ------------------ |
| 1 | 1                  | «Minimum Viable Product» (Мінімально життєздатний продукт)                 | Майк Джадж | Майк Джадж, Джон Альтшулер, Дейв Кринскі | 6 квітня 2014           | 1,98               |
| Річард Гендрікс – комп’ютерний програміст. Йому треба обирати між угодою на $10 мільйонів із Ґевіном Белсоном і угодою на $200 000 із Пітером Ґреґорі за згоду використати його ідею про супералгоритм стиснення для того, щоб змінити світ.            |                    |                                                                            |            |                                          |                         |                    |
| 2 | 2                  | «The Cap Table» (Шапка таблиці)                                            | Майк Джадж | Мел Карсон                               | 13 квітня 2014          | 1,69               |
| Річард наймає Джереда, щоб той склав бізнес-план. Головняка запрошують працювати на Ґевіна Белсона. Він дізнається, що «Хулі» поцупили алгоритм «Флейтиста» і назвали його «Нуклеусом». Тим часом Річард намагається отримати гроші від Пітера Ґреґорі. |                    |                                                                            |            |                                          |                         |                    |
| 3 | 3                  | «Articles of Incorporation» (Корпоративний статут)                         | Тріша Брок | Матео Боргезе и Роб Турбовски            | 20 квітня 2014          | 1,62               |
| У хлопців проблеми з назвою компанії. З’ясовується, що вона вже існує. Поки Річард намагається знайти рішення, Ерліх шукає нову назву в іншому вимірі своєї свідомості.                                                                                 |                    |                                                                            |            |                                          |                         |                    |
| 4 | 4                  | «Fiduciary Duties» (Фідуціарні обов'язки)                                  | Мегі Кері  | Рон Вайнер                               | 27 квітня 2014          | 1,55               |
| Річард напивається і обіцяє Ерліху зробити його членом правління, про що шкодує вже наступного ранку. В «Хулі» Головняк знайомиться зі схожими на себе людьми, які зробили кар’єру, байдикуючи. Річард намагається сформулювати концепцію «Флейтиста».  |                    |                                                                            |            |                                          |                         |                    |
| 5 | 5                  | «Signaling Risk» (Попередження про ризик)                                  | Алек Берг  | Джесіка Гао                              | 4 травня 2014           | 1,82               |
| Тепер, коли «Флейтист» - офіційна назва компанії, Ерліх хоче зробити логотип. Він наймає для цього дуже несподіваного митця. Тим часом унаслідок простої помилки Річард змушений реалізовувати проект у стисліший термін.                               |                    |                                                                            |            |                                          |                         |                    |
| 6 | 6                  | «Third Party Insourcing» (Стороння допомога)                               | Алек Берг  | Ден О'Кіф                                | 11 травня 2014          | 1,69               |
| Річард стикається з труднощами під написання коду. Він наймає молодого хлопця Кевіна, щоб той написав код замість нього. |                    |                                                                            |            |                                          |                         |                    |
| 7 | 7                  | «Proof of Concept» (Докази концепції)                                      | Майк Джадж | Клей Тарвер                              | 18 травня 2014          | 1,68               |
| Річарду важко встигнути підготувати «Флейтиста» до «Техкранч Розриву». Ерліх дізнається, що спав з дружиною одного з суддів конкурсу. |                    |                                                                            |            |                                          |                         |                    |
| 8 | 8                  | «Optimal Tip-to-Top Efficiency» (Кінець до кінця. Оптимальна ефективність) | Майк Джадж | Алек Берг                                | 1 червня 2014           | 1,74               |
| «Флейтист» проходить у наступний етап «Розриву», але наражається на неприємності після презентації «Хулі». Хлопці починають дурну суперечку, а Річард намагається врятувати «Флейтиста» перед важливою презентацією.                                    |                    |                                                                            |            |                                          |                         |                    |

### Сезон 2 (2015)
12 квітня 2015 року відбулася прем'єра другого сезону серіалу. Всього другий сезон містить 10 серій.
| № серії (загалом) | № серії (в сезоні) | Назва серії                                        | Режисер(и) | Сценарист(и)  | Оригінальна дата показу | Глядачів США (млн) |
| --- | ------------------ | -------------------------------------------------- | ---------- | ------------- | ----------------------- | ------------------ |
| 9 | 1                  | «Sand Hill Shuffle» (Цар гори)                     | Майк Джадж | Клей Тарвер   | 12 квітня 2015          | 2,13               |
| У Моніки нове начальство; Річард приймає рішення про майбутнє компанії. |                    |                                                    |            |               |                         |                    |
| 10 | 2                  | «Runaway Devaluation» (Неконтрольоване знецінення) | Майк Джадж | Рон Вайнер    | 19 квітня 2015          | 1,73               |
| Річард і ко шукають інвестора перед лицем юридичних та фінансових негараздів. |                    |                                                    |            |               |                         |                    |
| 11 | 3                  | «Bad Money» (Погані гроші)                         | Алек Берг  | Алек Берг     | 26 квітня 2015          | 1,94               |
| Річард розглядає пропозицію, коли до нього звертається мільярдер. |                    |                                                    |            |               |                         |                    |
| 12 | 4                  | «The Lady» (Дамочка)                               | Алек Берг  | Карсон Мел    | 3 травня 2015           | 1,75               |
| Річард свариться з Ерліхом через новенького. Дінеш і Ґілфойл стають підозріливі. |                    |                                                    |            |               |                         |                    |
| 13 | 5                  | «Server Space» (Місце для серверної)               | Майк Джадж | Сони Ли       | 10 травня 2015          | 1,53               |
| Втручання Ґевіна заважає «Флейтисту» продовжити своє розширення. |                    |                                                    |            |               |                         |                    |
| 14 | 6                  | «Homicide» (Мочилово)                              | Майк Джадж | Кері Кемпер   | 17 травня 2015          | 1,54               |
| Моніка заохочує хлопців скористатися моментом; Ерліх знаходить колишнього знайомого. |                    |                                                    |            |               |                         |                    |
| 15 | 7                  | «Adult Content» (Тільки для дорослих)              | Алек Берг  | Емі Аніобі    | 24 травня 2015          | 1,60               |
| Команді пропонують роботу. Раса відволікають фінансові новини. Річард розуміє, що «Флейтист» може накритися, якщо не зіллється з ненависним конкурентом. Тим часом Дінеш знайомиться з жінкою через інтернет, а Ґевін шукає світле майбутнє «Нуклеуса». |                    |                                                    |            |               |                         |                    |
| 16 | 8                  | «White Hat/Black Hat» (Красти чи не красти)        | Алек Берг  | Деніел Лайонс | 31 травня 2015          | 1,78               |
| У Річарда параноя через безпеку після того, як він пожалів конкурента і цим спричинив сварку; на Ґевіна тиснуть члени правління, і він шукає цапа-відбувайла.                                                                                           |                    |                                                    |            |               |                         |                    |
| 17 | 9                  | «Binding Arbitration» (Арбітраж)                   | Майк Джадж | Ден О'Кіф     | 7 червня 2015           | 1,87               |
| «Флейтист» і «Хулі» сходяться в арбітражі. Ерліх хоче свідчити, але Річард переживає, що його суперник може перемогти. Тим часом Джеред, Дінеш і Ґілфойл ведуть філософську дискусію, а Головняк знову йде вгору.                                       |                    |                                                    |            |               |                         |                    |
| 18 | 10                 | «Two Days of the Condor» (Два дні кондору)         | Алек Берг  | Алек Берг     | 14 червня 2015          | 2,11               |
| На щастя, пряма трансляція «Флейтистом» чоловіка, який упав у прірву, збирає 250 тисяч глядачів завдяки твіту Пакьяо. Річарду щастить у суді. Рас продає свою частку «Флейтиста» «Равізі», і Річард потрапляє в халепу.                                 |                    |                                                    |            |               |                         |                    |

### Сезон 3
13 квітня 2015 року компанія HBO вирішила продовжити випуск серіалу, давши згоду на зйомки третього сезону.

### Сезон 4
Перелік серій і сюжети до них:

#### Успіх провалу / Success Failure
Хлопці намагаються знайти гроші на відеочат «Флейтиста», щоб встигнути за дедалі більшою кількістю користувачів. Тим часом Ерліх стикається з опором з боку батька Головняка; Ґевін свариться із Джеком Баркером у «Хулі»; Річард придумує революційну ідею, яка може змінити його майбутнє.

#### Умови користування / Terms of Service
Річард свариться з Дінешем, коли останній вирішує, що вхопив бога за бороду. Тим часом Річард виявляє цікаві дані про користувачів «Флейто-чату». Ерліх намагається примазатися до нової програми Чін Єня. Джеред встановлює нові правила у спілкуванні з Річардом. У «Хулі» ентузіазм Джека провокує Ґевіна на необдумане рішення.

#### Інтелектуальна власність / Intellectual Property
Дінеш опускається на землю, тоді як Річард продовжує розвивати свій новий проект. Ґевін намагається вирішити чергову ним же створену проблему, а стосунки Річарда і Моніки набувають нового, цікавого, відтінку.

#### Формування команди / Teambuilding Exercise
Джеред хвилюється за Річарда, коли той звертається до несподіваного союзника; Ґілфойл серйозно переймається безпекою після роману Дінеша; Ерліх переживає, чи справді Чін Єнь такий відданий праці над своєю програмою.

#### Кровопед / The Blood Boy
Нове партнерство Річарда починає руйнуватися, коли в нього несподівано втручається сторонній. Тим часом Дінеш шукає спосіб вирватися зі своїх стосунків, а Моніка постає перед непростим вибором, коли дізнається про дивні рухи всередині «Равіґи».

#### Обслуговування клієнтів / Customer Service
Пошуки фінансової підтримки ведуть Річарда за межі техгалузі, де він стикається із суперечливою постаттю з минулого «Флейтиста». Тим часом Ерліх домовляється про співпрацю з Лорі і Монікою, а Джеред мирить Дінеша та Ґілфойла після невдалого запуску нового продукту.

#### Патентний троль / The Patent Troll
Річард воює з патентним тролем; Ґілфойл воює з розумним холодильником; У Джереда з’являються нові особистості; Ерліх намагається тусити з новою компанією.

#### Вихор Кінана / The Keenan Vortex
Несподіване збільшення трафіку даних призводить до того, що Річард повертає Ерліха за допомогу у здобутті угоди з Кінаном Фельдспаром, найпопулярнішим та наймоднішим хлопцем Кремнієвої долини, але коли він робить пропозицію від якої не встояти, Річард має зважити майбутнє Флейтиста проти потенційного заколоту. Джек стикається з невдачами під час підготовки до Hooli-Con.

## Ролі виконують
- Томас Мідлдітч — Річард Гендрікс
- Ті Джей Міллер — Ерліх Бахман
- Аманда Крю — Моніка Голл
- Зак Вудс — Дональд (Джаред) Данн
- Кумейл Нанджіані — Дінеш Чуктай
- Мартін Старр — Бертрам Гілфойл
- Джош Бренер — Нельсон «Головняк» Бігетті
- Крістофер Еван Велш — Пітер Грегорі (1 сезон)
- Метт Росс — Гевін Белсон
- Сюзан Краєр — Лорі Брім
- Бен Фельдман — Рон ЛаФлам
- Кріс Дімантопулос — Расс Ганнеман
- Джиммі О. Ян — Дзен Янг
- Еліс Веттерланд — Карла Волтон